# Lądowisko Blachdom Plus Maków Podhalański
Lądowisko Blachdom Plus Maków Podhalański – lądowisko śmigłowcowe w Białce, w gminie Maków Podhalański, w województwie małopolskim. Leży ok. 13 km na południowy wschód od Suchej Beskidzkiej.
Zarządzającym lądowiskiem jest osoba prywatna. Oddane do użytku zostało w roku 2013 i jest wpisane do ewidencji lądowisk Urzędu Lotnictwa Cywilnego pod numerem 256.